# Smilodon

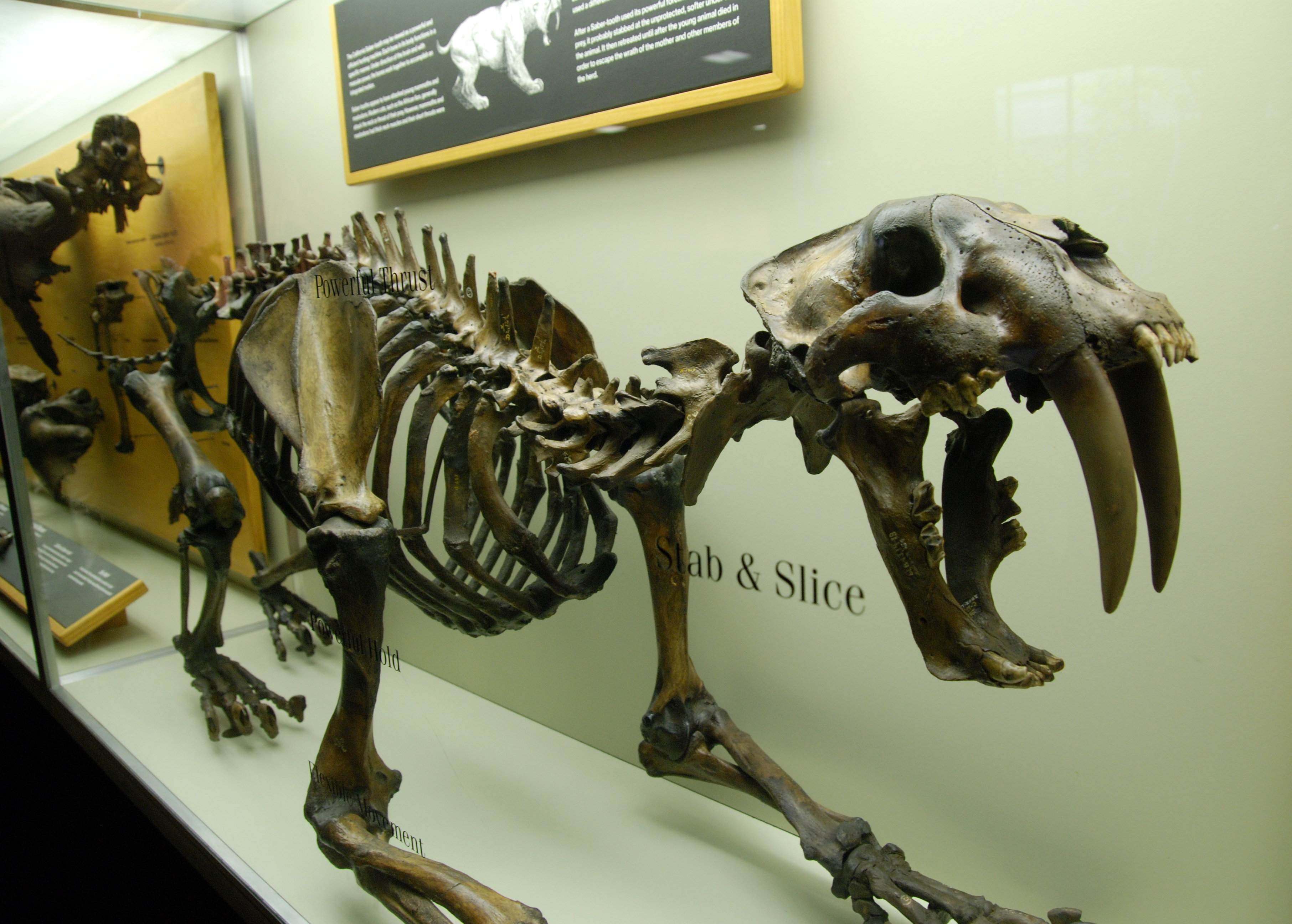
Skamieniały szkielet Smilodon californicus w muzeum Rancho La Brea

Smilodon – wymarły rodzaj ssaków drapieżnych z podrodziny machajrodonów (Machairodontinae) w obrębie rodziny kotowatych (Felidae), który istniał prawdopodobnie od około 3 mln do 10 tys. lat temu w Ameryce Północnej i Południowej. Ich najbliższymi krewnymi są machajrody. Gatunki smilodonów są znane także jako tygrysy szablozębne (lub koty szablozębne).
W pełni dojrzały smilodon ważył około 200 kg, miał krótki ogon, potężne kończyny i dużą głowę. Wielkością zbliżony był do lwa. Kąt rozwarcia jego szczęk wynosił 120 stopni, a kły miały około 17 cm długości.

## Etymologia
- Smilodon: gr. σμιλη smilē „nóż”; οδους odous, οδοντος odontos „ząb”[6].
- Munifelis: Francisco Javier Muñiz (1795–1871), argentyński przyrodnik, prawodawca i lekarz; rodzaj Felis Linnaeus, 1758 (kot)[7]. Gatunek typowy: Munifelis bonaerensis Muñiz, 1845 (= Smilodon populator Lund, 1842).
- Trucifelis: łac. trux, trucis „zaciekły, okrutny, dziki”; rodzaj Felis Linnaeus, 1758 (kot)[8]. Gatunek typowy: Felis (Trucifelis) fatalis Leidy, 1868.
- Smilodontopsis: rodzaj Smilodon Lund, 1842; οψις opsis, οψεως opseōs „wygląd, oblicze, twarz”[9]. Gatunek typowy: Smilodontopsis troglodytes B. Brown, 1908 (= Felis (Trucifelis) fatalis Leidy, 1868).
- Prosmilodon: gr. προ pro „blisko, w pobliżu”[10]; rodzaj Smilodon Lund, 1842. Gatunek typowy: Smilodon (Prosmilodon) ensenadensis Rusconi, 1929 (= Smilodon populator Lund, 1842).
- Smilodontidion: rodzaj Smilodon Lund, 1842; gr. przyrostek zdrabniający -ιδιον -idion[11]. Gatunek typowy: Smilodontidion riggii Kraglievich, 1948 (= Smilodon populator Lund, 1842).

## Gatunki

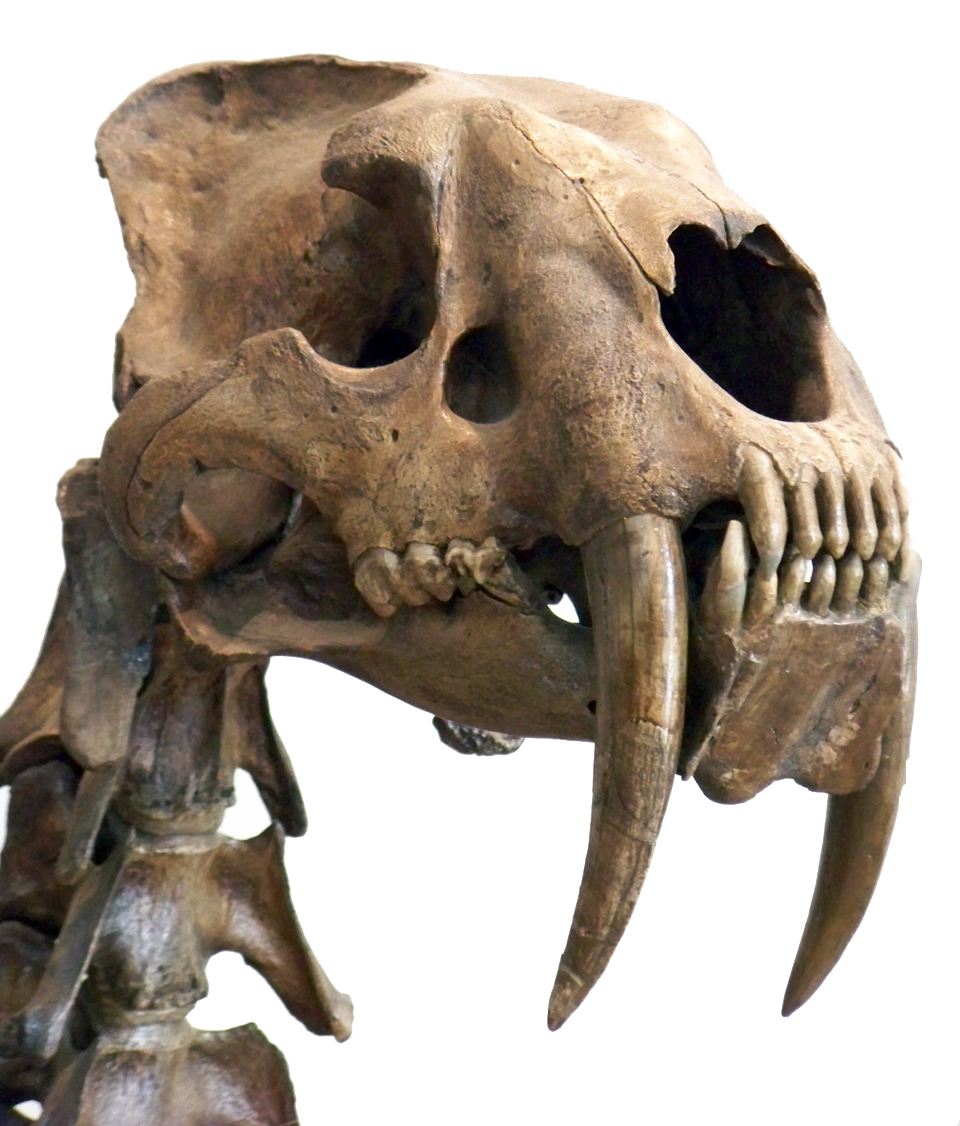
Czaszka smilodona

Pierwszy gatunek zaliczony do tego rodzaju pojawił się około 2,5 mln lat temu. Był to Smilodon gracilis, zasiedlający wschodnie obszary kontynentu północnoamerykańskiego. Wywodził się prawdopodobnie od innego kota szablozębnego – megantereona. Smilodon gracilis był najmniejszym i najlżej zbudowanym z trzech poznanych dotychczas gatunków smilodonów. Wielkością był zbliżony do lamparta (Panthera pardus), ale był od niego znacznie masywniejszy i cięższy, osiągał masę około 100 kg. Po połączeniu obu kontynentów amerykańskich Smilodon gracilis zasiedlił tereny Ameryki Południowej.
Od niego wywodzi się największy z opisanych smilodonów – Smilodon populator. Doskonale zachowane szczątki tego kota znaleziono w wielu rejonach Ameryki Południowej, gdzie zajmował w późnym plejstocenie niszę głównego drapieżnika. Smilodon populator był największym z kotów z podrodziny Machairodontinae, znacznie przewyższającym wielkością dzisiejsze lwy. Prawdopodobnie masa dorosłego samca przekraczała 300 kg. W porównaniu ze swoim przodkiem miał on masywniejszą budowę i proporcjonalnie dłuższe kły.
W późniejszym plejstocenie Amerykę Północną zdominował trzeci gatunek: Smilodon fatalis. Jest to najlepiej poznany przedstawiciel machajrodontów. Znaleziono tysiące kości należących do setek osobników, zwłaszcza w Kalifornii, na sławnym Rancho La Brea. Gatunek ten zasiedlał obszary całej Ameryki Północnej na południe od stepów mamutowych oraz – co jest faktem mniej znanym – Amerykę Środkową i Południową na zachód od pasma Andów. Smilodon fatalis osiągał rozmiary zbliżone do dzisiejszego lwa afrykańskiego. Istnieją liczne przesłanki na temat trybu życia tych kotów. Szczątki wielu osobników w jednym miejscu sugerują możliwość istnienia u nich zachowań społecznych. Zaleczone złamania na niektórych kościach pozwalają przypuszczać, że ranne osobniki były karmione przez resztę grupy. Znaleziono kości gnykowe smilodonów, co udowadnia, że zdolne były do wydawania ryków – podobnie jak dzisiejsze wielkie kotowate. Jeżeli przesłanki sugerujące stadny tryb życia smilodonów okazałyby się prawdziwe, drapieżniki te mogłyby atakować nawet bardzo duże ssaki. Prawdopodobnie podstawą ich zdobyczy stanowiły liczne wówczas w Ameryce Północnej koniowate, bizony, wielbłądy, jelenie, być może również niektóre trąbowce i leniwce naziemne. W Ameryce Południowej Smilodon populator mógł polować na liczne konie i lamy oraz na szczerbaki i ostatnich przedstawicieli litopternów i notoungulatów. Zarówno Smilodon populator jak i Smilodon fatalis doczekały się pojawienia Paleoindian w Nowym Świecie. Wiek szczątków ostatnich smilodonów z obu Ameryk szacuje się na 11–9 tysięcy lat p.n.e.
Wyróżnia się trzy gatunki w obrębie rodzaju Smilodon:
- Smilodon fatalis Leidy, 1868, 1,6 mln – 10 000 lat temu
- Smilodon gracilis Cope, 1880, 2,5 mln – 500 000 lat temu
- Smilodon populator Lund, 1842, 1 mln – 10 000 lat temu

## Morfologia
Były to jedne z największych i najcięższych kotowatych (Smilodon populator osiągał do 1,2 metra wysokości w kłębie i ważył do 400 kg). Dorosły smilodon ważył od 55 do 400 kg (zależnie od gatunku). Miał krótki ogon, potężne łapy (zwłaszcza tylne), muskularny kark i długie kły szczękowe. Miał bardziej zbitą budowę ciała niż dzisiejsze wielkie koty. Miał proporcjonalnie krótką część lędźwiową, a kły żuchwowe były krótsze od szczękowych, co w porównaniu do współczesnych przedstawicieli podrodziny panter sugeruje, że smilodon nie był aż tak dobrym biegaczem.
Największy, południowoamerykański gatunek Smilodon populator, miał przednie łapy dłuższe od tylnych, a linia barki–biodra była pochylona w dół w stronę lędźwiową, co przypomina sylwetkę hieny. Dla porównania Smilodon fatalis (z którego najprawdopodobniej wyewoluował Smilodon populator) miał sylwetkę bardziej zbliżoną do tej, którą posiadają dzisiejsze wielkie koty, chociaż był bardziej zbity, a przedramię krótsze od ramienia dzisiejszych kotów, co pozwala na wnioskowanie, iż celem takiego a nie innego charakteru budowy ciała tych zwierząt było nadanie im siły, a nie szybkości. Słabo zauważalny jest dymorfizm płciowy.

### Kończyny
Smilodon miał krótsze łapy od dzisiejszych kotowatych, lecz jego pazury pozwalały mu na położenie dużych ofiar. Tylne łapy miały potężne mięśnie, które mogły być pomocne w utrzymaniu przez smilodony równowagi podczas zmagań ze zwierzyną. Jak większość kotów miały umiejętność chowania pazurów.
Analizy histologiczne kości ramiennej smilodona sugerują, że była ona grubsza od kości ramiennych współczesnych kotowatych i miała bardzo grubą istotę zbitą – element budulcowy kości odpowiadający za ich wytrzymałość. Prawdopodobnie przednie kończyny smilodona były silniejsze niż współczesnych kotowatych. Pozwalało mu to mocno przytrzymać ofiarę w pozycji dogodnej do szybkiego zagryzienia jej i zminimalizować ryzyko, że miotająca się zdobycz uszkodzi długie kły. 
W Argentynie odnaleziono skamieniałe odciski smilodona (prawdopodobnie S. populator) sprzed około 50 tys. lat, o czym doniesiono na łamach „Science” 10 czerwca 2016 – jest to pierwsze takie odkrycie. Znaleziono cztery tropy. W jednym przypadku odcisk stopy ma 19,2 cm w poprzek, co oznacza, że jest on większy, niż u współczesnych tygrysów bengalskich (Panthera tigris tigris).

### Kły i szczęki

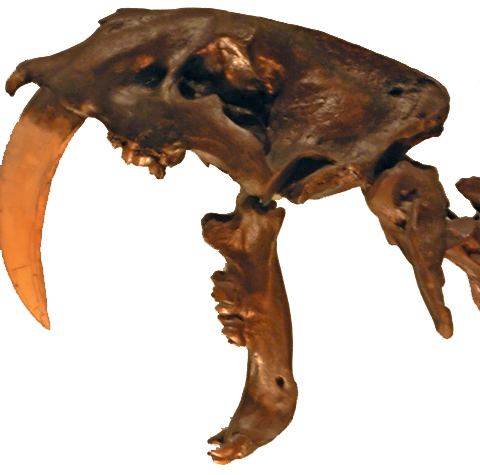
Czaszka Smilodon fatalis

Smilodony znane są właśnie ze swych długich kłów szczękowych (do 28 cm u największego gatunku S. populator), które były przystosowane do rozdzierania. Z powodu słabych mięśni ugryzienie smilodona było około trzy razy słabsze od ugryzienia lwa. W porównaniu do współczesnych drapieżników, tygrys szablozębny gryzł stosunkowo słabo. Ważył około 230 kg, a wykonany model komputerowy pokazał, że nacisk wywierany przez kły wynosiłby mniej więcej 1000 N, czyli 100 kG. Nacisk kłów lwa to około 250 kG. Gdyby porównać koty z plejstocenu z dzisiejszymi lwami, okazałoby się, że w ich czaszce było o wiele mniej miejsca na mięśnie poruszające szczęką i żuchwą. Aby sprawdzić, czy nie dysponowały jakimiś nieznanymi możliwościami, w ramach symulacji zwiększono do 230 kG siłę ugryzienia współczesnego kota. W rezultacie pojawiły się duże napięcia w obrębie żuchwy. Były one dużo większe niż u grzywiastych drapieżników dzisiejszej Afryki. Gdyby jednak kot z rodzaju Smilodon poruszał podczas ataku całą głową, uruchamiając przy tym mięśnie karku i odpowiednio nakierowując kły, uzyskiwałby dużo lepszy rozkład sił. Okazuje się więc, że za siłę ugryzienia tygrysa szablozębnego w dużej mierze odpowiadały mięśnie jego szyi. Smilodon mógł otworzyć paszczę pod kątem 120 stopni (dla porównanie lew osiąga maksymalnie 65 stopni).

## Zachowania społeczne
Zachowania społeczne tych kotów są nieznane. Opierając się na stosunku liczebności szczątków S. fatalis do liczebności skamieniałości zwierzyny łownej uwięzionej w jeziorkach asfaltowych w Rancho La Brea, uważa się, że były one stadnymi padlinożercami, wabionymi rozpaczliwymi nawoływaniami uwięzionych ofiar. Możliwość ta została sprawdzona w 2008 roku przez Chrisa Carbone’a z Zoological Society of London, który udokumentował reakcje afrykańskich drapieżników w Parku Narodowym Serengeti i Parku Narodowym Krugera na rozpaczliwe nawoływania gatunków łownych; wskazało to, że odtwarzanie nagranych dźwięków zwierząt łownych przyciąga stadne drapieżniki, ale nie samotnych łowców. Niektórzy paleontolodzy uważają to za dowód, że koty szablozębne były zwierzętami stadnymi, żyjącymi i polującymi w grupach, które dostarczały pożywienie dla starych i chorych osobników. Życie w grupach mogło także pozwalać na skuteczne konkurowanie ze zwierzętami stadnymi (lwami, wilkami). Rozmiary ciała oraz kłów samców i samic są zbliżone, co sugeruje, że teoria mówiąca, że ich zęby służyły do przyciągania partnera jest błędna.

### Pożywienie i polowanie
Smilodon żywił się prawdopodobnie dużą liczbą zwierząt, między innymi bizonami, jeleniami, wielbłądami amerykańskimi, końmi i leniwcami naziemnymi. Możliwe, że polował również na mamuty i mastodonty. Ponieważ wiele zwierząt w czasach występowania smilodonów wpadało w pułapki z płynnym asfaltem, również smilodony, próbując zabić uwięzione zwierzę, często zostawały przez takie asfaltowisko pochłaniane. Potwierdza to teorię stadnego życia smilodona, gdyż skamieniałości samotnych drapieżników nie zostały odkopane w takich miejscach, natomiast stadnych (np. lwów) jak najbardziej.

## Wymarcie
Smilodon wyginął około dziesięciu tysięcy lat temu, jest tylko jednym z wielu rodzajów dużych zwierząt, które wyginęły pod koniec plejstocenu. Innymi ofiarami tego wyginięcia były mamuty, gigantyczne jelenie i ptaki z rodziny Phorusrhacidae. Prawdopodobnym wydaje się, że Smilodon wyginął wskutek braku żywności po wymarciu większych gatunków łownych; do polowania na mniejsze i zwinniejsze zwierzęta nie był przystosowany ze względu na mocniejszą i cięższą konstrukcję ciała. Podobnie jak w przypadku większości zwierząt megafauny plejstocenu, istnieją trzy główne teorie wyjaśniające wymieranie dużych ssaków, a więc i smilodona.

### Zmiany klimatu

Zmiany temperatur w holocenie. Wykres obejmuje wyniki z ośmiu lokalnych pomiarów temperatury. Czarna linia to średnia z tych badań

Około trzynastu tysięcy lat temu temperatura na świecie zaczęła wzrastać, co pozwoliło na migrację gatunków roślin i zwierząt na północ. Przez pewien czas duże ssaki z północy mogły korzystać z tego wzrostu dostępu żywności, ale w końcu zmiany klimatu okazały się szkodliwe dla nich. Nowe warunki klimatyczne mogły dać przewagę gatunkom roślin, które były pożywieniem dla mniejszych zwierząt (żubrów, łosi), natomiast gatunki żywiące większe zwierzęta zostały wyparte.
Oprócz zmian w roślinności i ekosystemach przyczyną wyginięcia zwierząt przystosowanych do zimna mógł być wzrost temperatur (6 °C między 13000 a 8000 rokiem p.n.e.).
Ostatnie badania wykazały, że średnia roczna temperatura w obecnym okresie interglacjału w ostatnich dziesięciu tysiącach lat nie jest wyższa niż w poprzednim interglacjale, a więc te same duże ssaki przeżyły wcześniejsze zmiany temperatur. Z tego powodu sam wzrost temperatury nie jest wystarczającym dowodem na prawdziwość teorii wyginięcia smilodona na skutek zmian klimatu.

### Polowania ludzi
Ludzie polujący na zwierzęta przez ostatnie 100 tysięcy lat przyczynili się do wyginięcia wielu gatunków. Pojawienie się ludzi w Ameryce znacząco wpłynęło na liczebność mamutów, żubrów i innych dużych zwierząt, którymi żywiły się smilodony. Wraz z upływem czasu populacje smilodonów były coraz bardziej zagrożone wymarciem. Zwolennicy tej teorii, zaproponowanej w latach sześćdziesiątych przez Paula S. Martina z Uniwersytetu Arizony, twierdzą, że istnieje duża zbieżność wyginięcia wielu gatunków zwierząt wraz z rozprzestrzenianiem się człowieka. Najbardziej przekonującym dowodem tej teorii jest fakt, że 80% dużych gatunków ssaków wyginęła w Ameryce Północnej tysiąc lat po przybyciu ludzi na ten kontynent. Dobrze utrwalonym przykładem na to jest wyginięcie gatunków dużych zwierząt na Madagaskarze, około 1500 lat temu, w tym gigantycznego lemura Megaladapis. Jednak przeciwnicy tej teorii twierdzą, że prymitywne sposoby polowania nie mogły mieć aż takiego wpływu na populację dużych ssaków, argumentując swoje podejście tym, że w Afryce ludzie żyjący tam znacznie dłużej nie spowodowali masowego wyginięcia gatunków ssaków. Innym argumentem przeciwko tej teorii jest to, że drapieżniki w naturze mają tendencję do nadmiernego trzebienia populacji zwierzyny łownej, by wyżywić i powiększyć własną populację. Ludzie natomiast są tutaj wyjątkiem ze względu na możliwość zmiany diety, nawet na roślinną, kiedy gatunek zaczyna zanikać. Polowania prowadzone przez ludzi mogły mieć wpływ na wyginięcie megafauny, jednak wątpliwe jest, by były czynnikiem decydującym. Wyginięcie bardzo rzadko – o ile w ogóle – daje się jednak przypisać jednemu czynnikowi.
W 2010 roku na łamach czasopisma „BioScience” pojawiły się nowe doniesienia na temat wpływu człowieka na megafaunę plejstocenu, według których człowiek pośrednio wpłynął na wymarcie dużych drapieżników poprzez wywołanie efektu kaskady troficznej (pokarmowej). Przybycie człowieka na nowe tereny wywołało zaburzenie delikatnej równowagi w ekosystemie. Odławianie dużych zwierząt przez duże drapieżniki i człowieka spowodowało duży spadek populacji roślinożerców, a w wyniku tego po jakimś czasie również i drapieżników. W odróżnieniu jednak od smilodona człowiek był wszystkożerny, mógł żywić się częściowo roślinami, dzięki czemu, mimo spadku ilości zwierzęcego pokarmu, jego populacja zwiększała się lub pozostawała na podobnym poziomie. W wyniku dominacji ekosystemu przez drapieżniki słabsze z nich musiały drastycznie zmniejszyć swą populację lub, wskutek konkurencji ze strony człowieka, wyginąć.

### Choroby
Hipoteza mówi, że pośrednią przyczyną wyginięcia dużych ssaków plejstoceńskich było przybycie ludzi. Według tej teorii ludzie, lub podróżujące z nimi zwierzęta, przywlekli bardzo zjadliwą chorobę zakaźną, na którą były wrażliwe populacje dużych ssaków (np. mamutów), co spowodowało ich wymieranie. Uważa się, że ludzie są przyczyną, gdyż poprzednie migracje ssaków w Ameryce Północnej z Eurazji nie dały masowego wymierania. Głównym problemem jest to, że teoria ta jest całkowicie hipotetyczna, ponieważ nie znaleziono dowodów chorób tego rodzaju. Ponadto wydaje się mało prawdopodobne, aby istniała choroba będąca w stanie zabić wszystkie osobniki danego gatunku lub rodzaju. Wydaje się też niemożliwe, aby choroba zabijała jednocześnie ssaki, ptaki i gady.

## Galeria

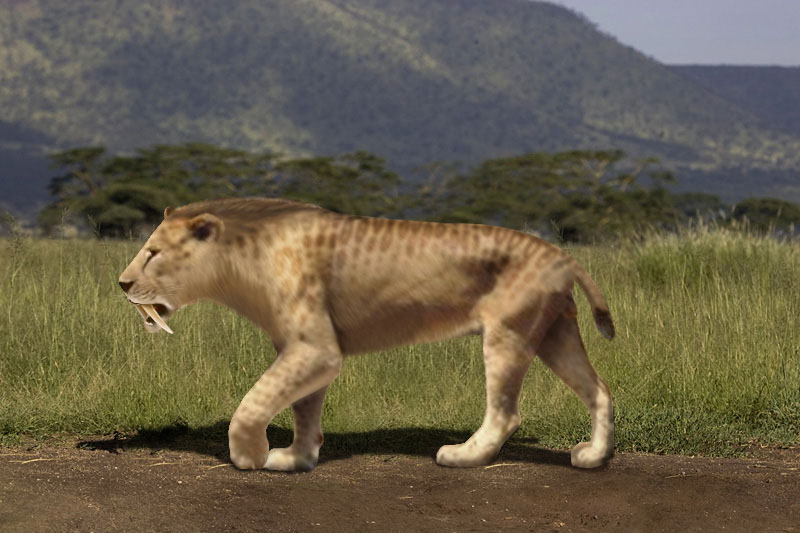
Rekonstrukcja wyglądu Smilodon populator
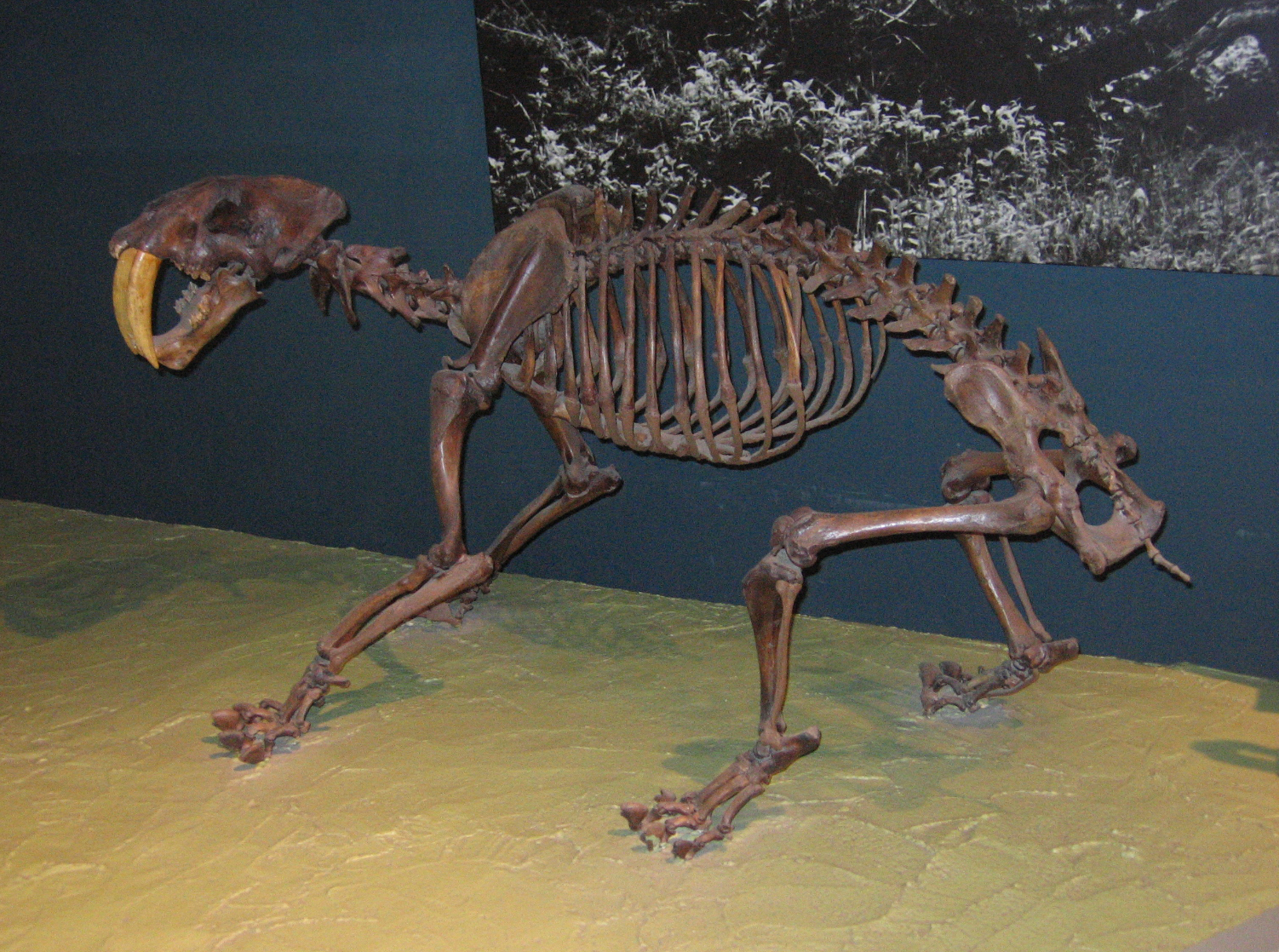
Skamieniały szkielet Smilodon californicus w Muzeum Historii Naturalnej w Waszyngtonie
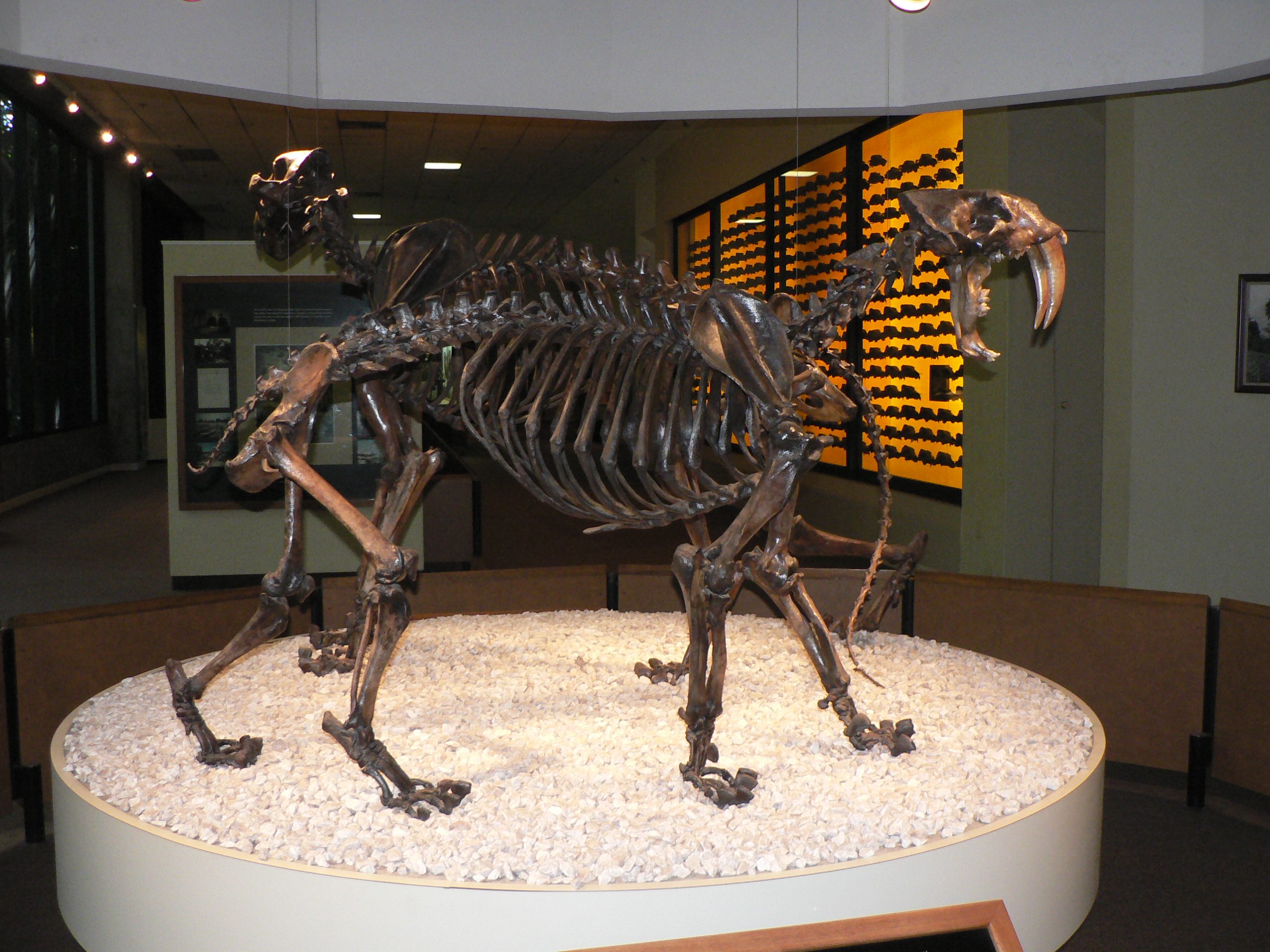
Skamieniały szkielet Smilodon californicus w muzeum Rancho La Brea
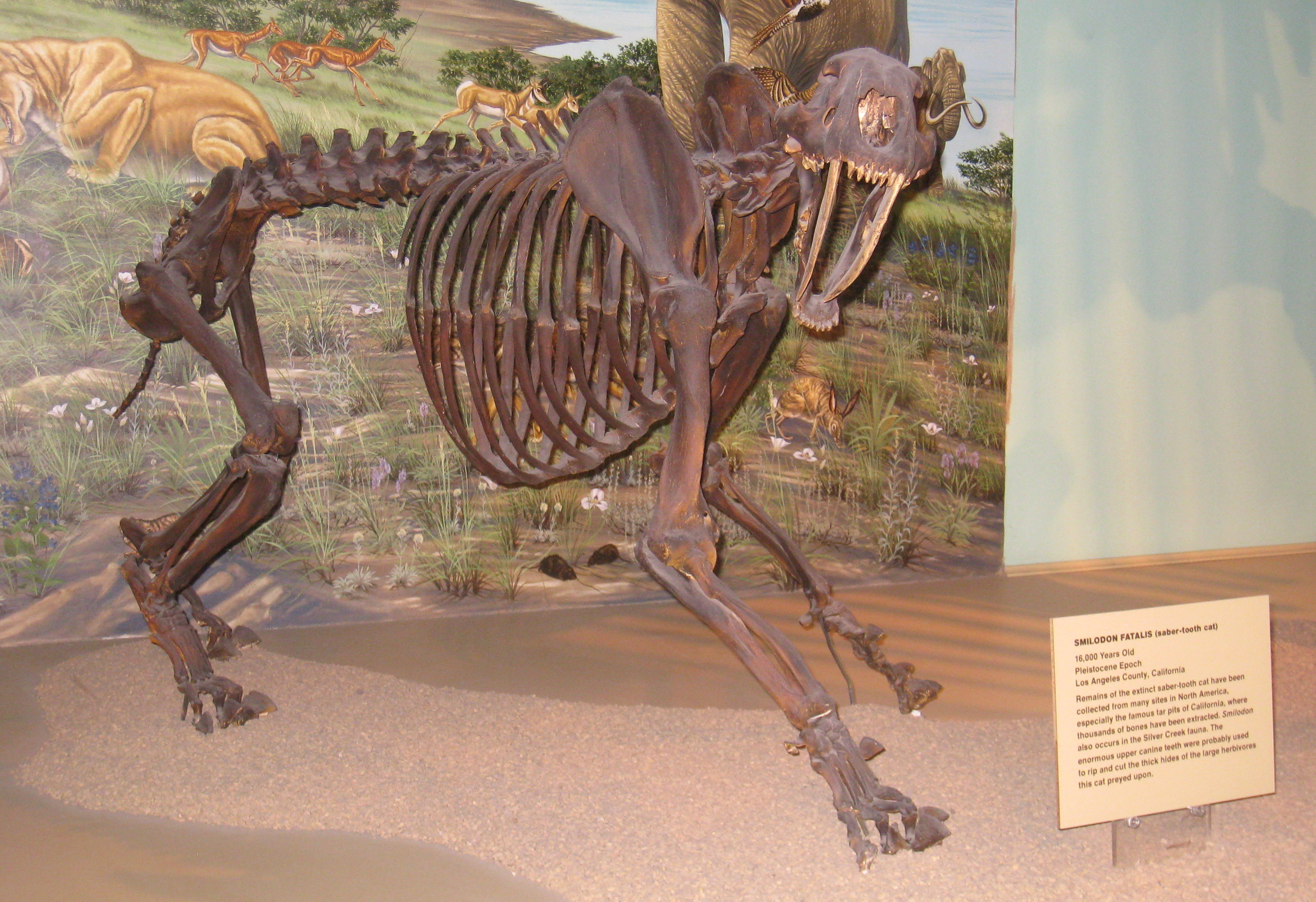
Skamieniały szkielet Smilodon fatalis w Muzeum Historii Naturalnej w Salt Lake City
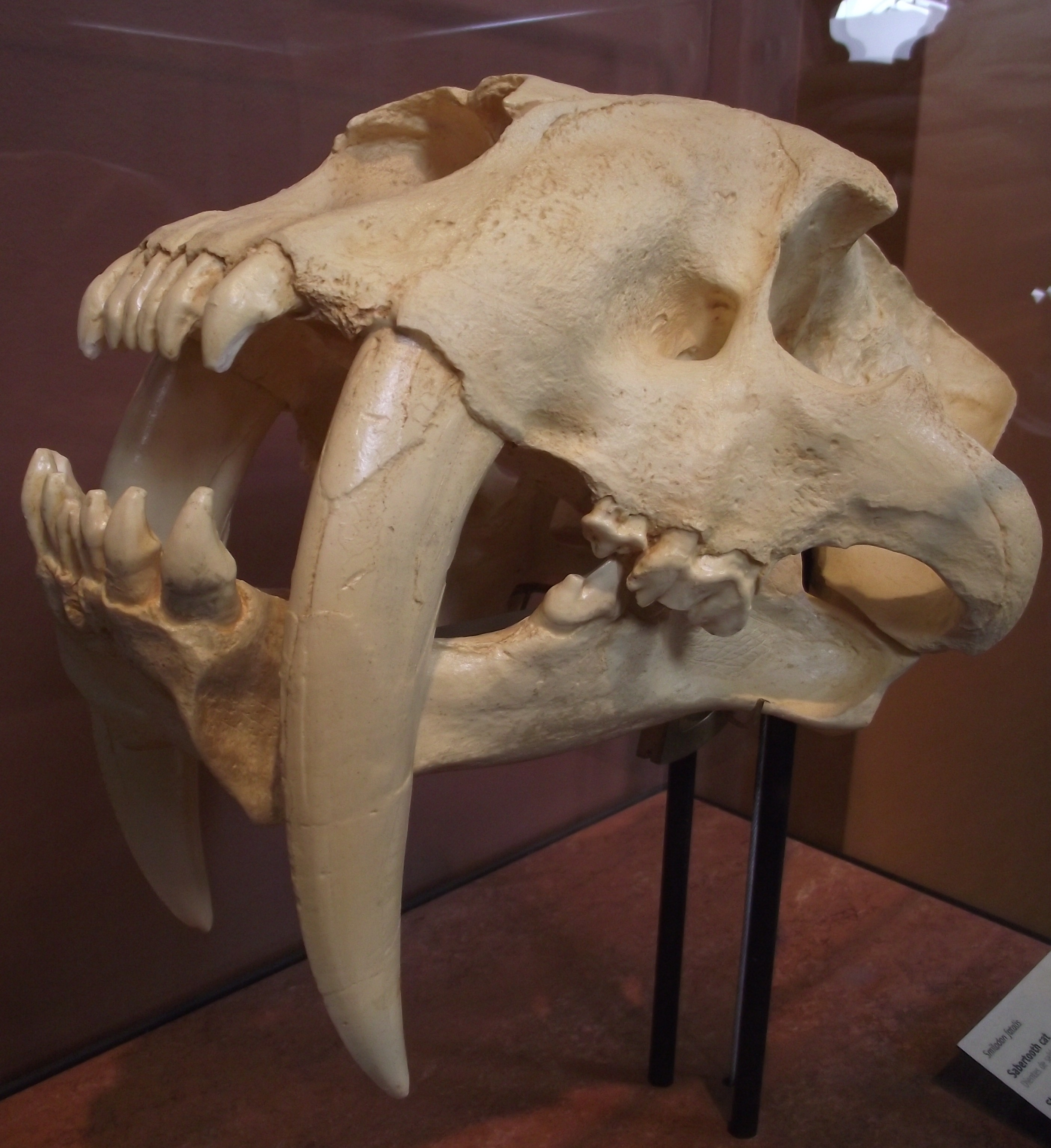
Skamieniała czaszka Smilodon fatalis w Muzeum Historii Naturalnej w San Diego